# Alfa Ibrahima von Labé

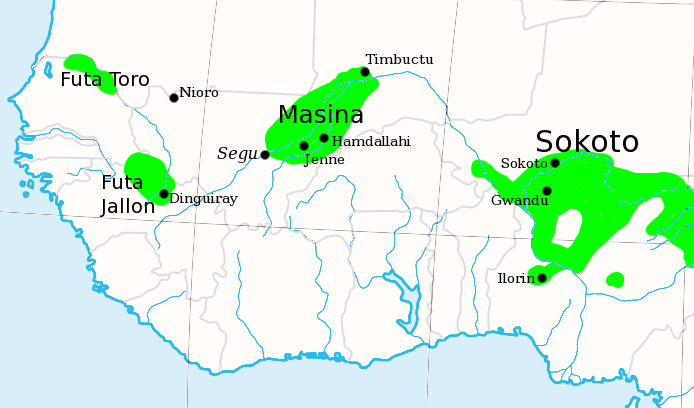
Reiche des Fulbe-Djihads in Westafrika um 1830

Alfa Ibrahima von Labé († 1882) herrschte im 19. Jahrhundert in der Provinz Labé des Reiches von Fouta Djallon im heutigen Guinea.
Seine Herrschaft in Labé begann 1840. Im Rahmen des Dschihad der Fulbe, der weite Teile Westafrikas erfasst hatte, zerstörte er 1867 das nichtislamische Reich von Kaabu in der Schlacht von Kansalá. In seinen Reihen kämpfte Alfa Molo, der sich hier erstmals einen Namen machte. Als dieser 1869 in der oberen Casamance einen Freiheitskampf der Peul gegen die hier noch aus der Kaabu-Zeit herrschenden Mandinka begann und Alfa Ibrahima um Unterstützung bat, schickte dieser Mamadou Salif, einen seiner neun Söhne, mit Truppen. So konnte er zwischen dem Gambia und dem Rio Geba das Reich Fouladou errichten, das dem Alfa Ibrahima tributpflichtig war und Alfa Molo bewahrte ihm lebenslang seine Vasallentreue. Auch der verbleibende Rest von Kaabu blieb dem Reich von Fouta Djallon tributpflichtig. Dieses Reich erstreckte sich über die heutige Region Fouta Djallon und darüber hinaus.
Einer seiner Söhne war der 1850 oder 1855 als Modi Yaya geborene Alfa Yaya von Labé. Als Alfa Ibrahima 1882 starb, wurde er 1892 zu seinem Nachfolger gekrönt.